# Standseilbahn Arcachon

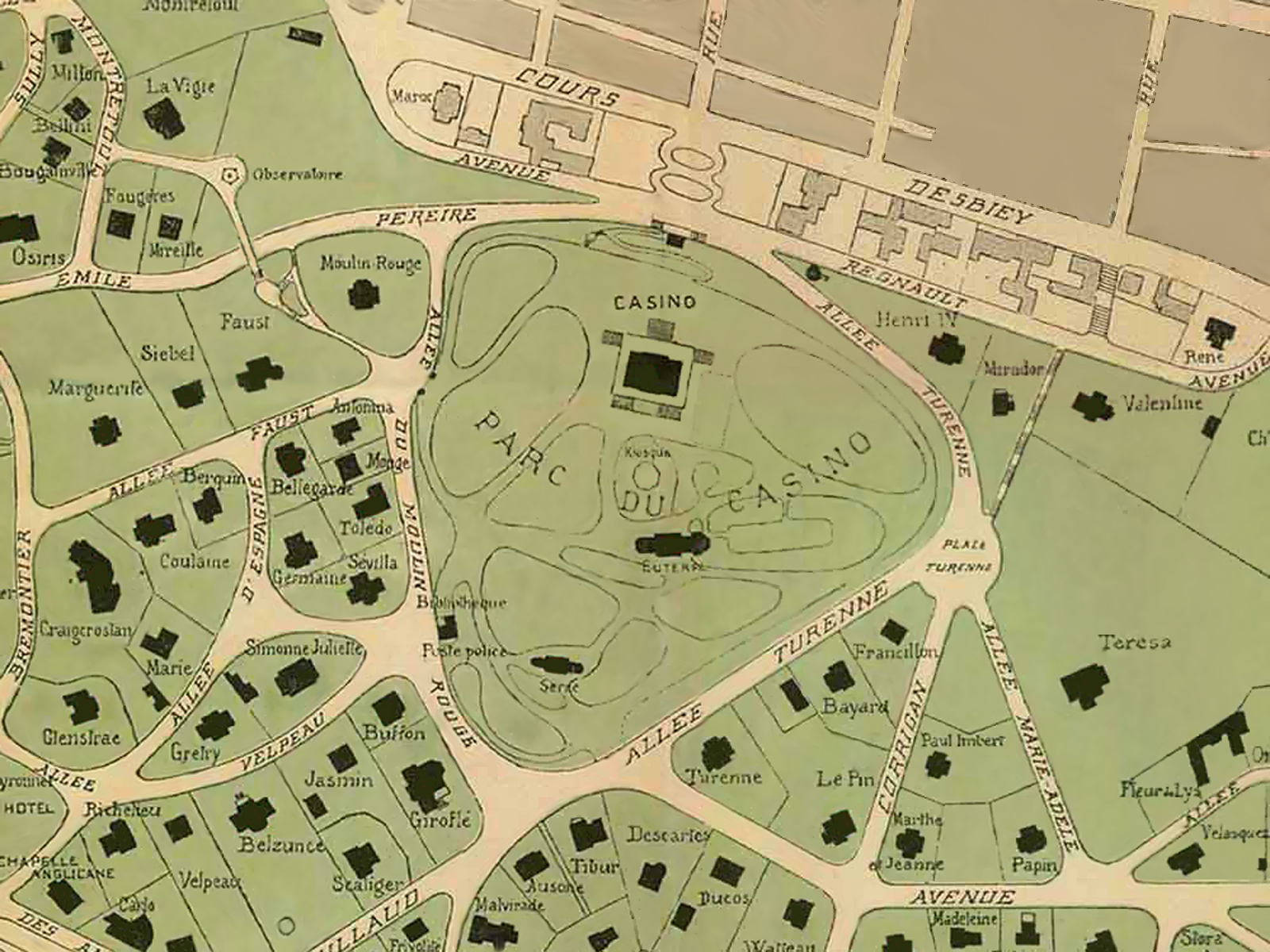
Umgebungsplan des Kasinos: Die Standseilbahn war in direkter Linie zwischen Kasino und der nach Norden führenden Rue du Maréchal de Lattre de Tassigny erbaut.

Die Standseilbahn Arcachon (französisch Funiculaire d’Arcachon) war eine Standseilbahn in der gleichnamigen südwestfranzösischen Stadt Arcachon. Sie verband mit einem Höhenunterschied von 25 Metern die Unterstadt mit der Oberstadt und endete vor dem Eingang des Kasinos. Dieses 1863 im neo-maurischen Stil erbaute Maurische Kasino war der Mittelpunkt der sogenannten Ville d’hiver, der Winterstadt, die aus Villen der wohlhabenden, überwiegend bordelaisischen Bevölkerung bestand. Der Gesamtkomplex auf der bewaldeten Düne war in Erwartung großen Touristenzuspruchs seit Mitte der 1850er Jahre von der Bahngesellschaft Chemins de fer du Midi erworben und betrieben worden. Seit 1992 befindet sich mit dem Parc Mauresque ein Arboretum rund um das einstige Kasino, das lange Zeit das Wahrzeichen Arcachons war, 1974 geschlossen wurde und im Januar 1977 abbrannte.
Die Standseilbahn wurde 1913 – zwei Jahre nach Gründung der Gesellschaft sowie zwei Jahre nach Betriebsbeginn der sieben Kilometer langen Straßenbahnlinie Tramway de Arcachon – in Betrieb genommen und fuhr bis 1948, also 35 Jahre, während die Tram nur 29 Jahre lang dem Öffentlichen Personennahverkehr diente. Die doppelgleisige Strecke war 35 Meter lang und verlief in einem Winkel von 100 Prozent Steigung. Sie diente der besseren Anbindung der Oberstadt, die sonst nur über Treppen oder langgeschwungene Avenuen zu erreichen war. Die Fahrpreise der ersten Jahre waren 0,10 FF für eine einfache Fahrt, 0,15 FF für Hin- und Rückfahrt in der 2. Klasse sowie 0,20 FF bzw. 0,25 FF in der 1. Klasse.
Die Bahn wurde ab Mai 1950 an der gleichen Stelle durch ein Aufzugsystem abgelöst, das noch heute betrieben wird.